# Huíla
Huíla är en provins i södra Angola med en yta på 75 002 km² och omkring 700 000 invånare. Delstatens huvudstad är Lubango.
Provinsen var skådeplats för många av striderna i inbördeskriget i Angola. Staden Jamba i provinsen var hembas för Jonas Savimbis UNITA och värd för "Democratic International" eller "Jamba Jamboree", ett möte mellan högerorienterade upprorsmän som stöddes av USA:s konservativa lobbyister Jack Abramoff och Jack Wheeler och finansierades av Lewis Lehrman år 1985.